# Élection présidentielle sud-africaine de 2008
L'élection présidentielle sud-africaine de 2008 est organisée à la suite de la démission de Thabo Mbeki de ses fonctions de chef d'État le 21 septembre 2008, après avoir été désavoué par son parti, le congrès national africain. 
Le 23 septembre 2008, par 299 voix contre 10, les députés sud-africains adoptent une motion avalisant la démission de Thabo Mbeki de la présidence de la république. Le bref intérim est assuré par le vice-président, le temps que l'assemblée nationale du parlement élise un nouveau Président de la république d'Afrique du Sud. 
Le 25 septembre 2008, Kgalema Motlanthe, membre du congrès national africain, le parti majoritaire au parlement, est élu président de la République par 269 voix contre 50 voix pour Joe Seremane, candidat de l'AD et 41 bulletins nuls.